# Операція «Барракуда»
Операція «Барракуда» (фр. Opération Barracuda) — військова операція Збройних сил Франції в 1979—1981 роках, що відбулася після операції «Кабан» з метою повалення влади центральноафриканського імператора Бокасси I, відновлення влади поваленого президента Давида Дако та республіканського устрою.

## Історія
Операція «Барракуда» була проведена французьким полковником Бернардом Деженом. Він дав кодову назву «Барракуда» чотирьом вертольотам Aérospatiale SA 330 Puma та чотирьом винищувачам Transall C-160, якими в ході операції були перекинуті війська 8-го морського парашутно-піхотного полку із Нджамени, столиці Чаду, де знаходилася французька військова база. Опівдні 21 вересня до Бангі з Лібревіля, столиці Габону, прибули військовослужбовці 3-го морського парашутно-піхотного полку.
До листопада 1979 року ціллю операції було вбезпечення французьких громадян та уряду Давида Дако, а також підтримка Збройних сил Центральної Африки. Утім, згодом однією з цілей операції стала реконструкція центральноафриканської армії з метою забезпечення стабільності в регіоні. Операція «Барракуда» закінчилася в червні 1981 року. У ЦАР уряд Франції залишив «Французькі елементи операційної допомоги» (éléments français d'assistance opérationnelle), які залишалися в країні до 1998 року.